# Livre de Nout
Le livre de Nout (titre original : « Les Principes fondamentaux du parcours des étoiles ») est un recueil de textes astronomiques égyptiens antiques, couvrant également divers sujets mythologiques. Ces textes se concentrent sur les cycles des étoiles des décans, les mouvements de la lune, du soleil et des planètes, sur les cadrans solaires et les sujets connexes. 
Ce titre a été donné au livre en raison de la représentation de la déesse du ciel Nout se cambrant sur la terre dans certaines copies du texte. Elle est soutenue par le dieu de l'air Shou. Les textes du Livre de Nout contiennent du matériel de différentes périodes de l'histoire égyptienne. 
Le nom original du livre, Les Principes fondamentaux du parcours des étoiles, a été découvert par Alexandra Von Lieven dans l'un des fragments de manuscrit et publié en 2007. L'un des thèmes majeurs du Livre de Nout est le concept du lever du soleil comme renaissance mythologique.

## Textes

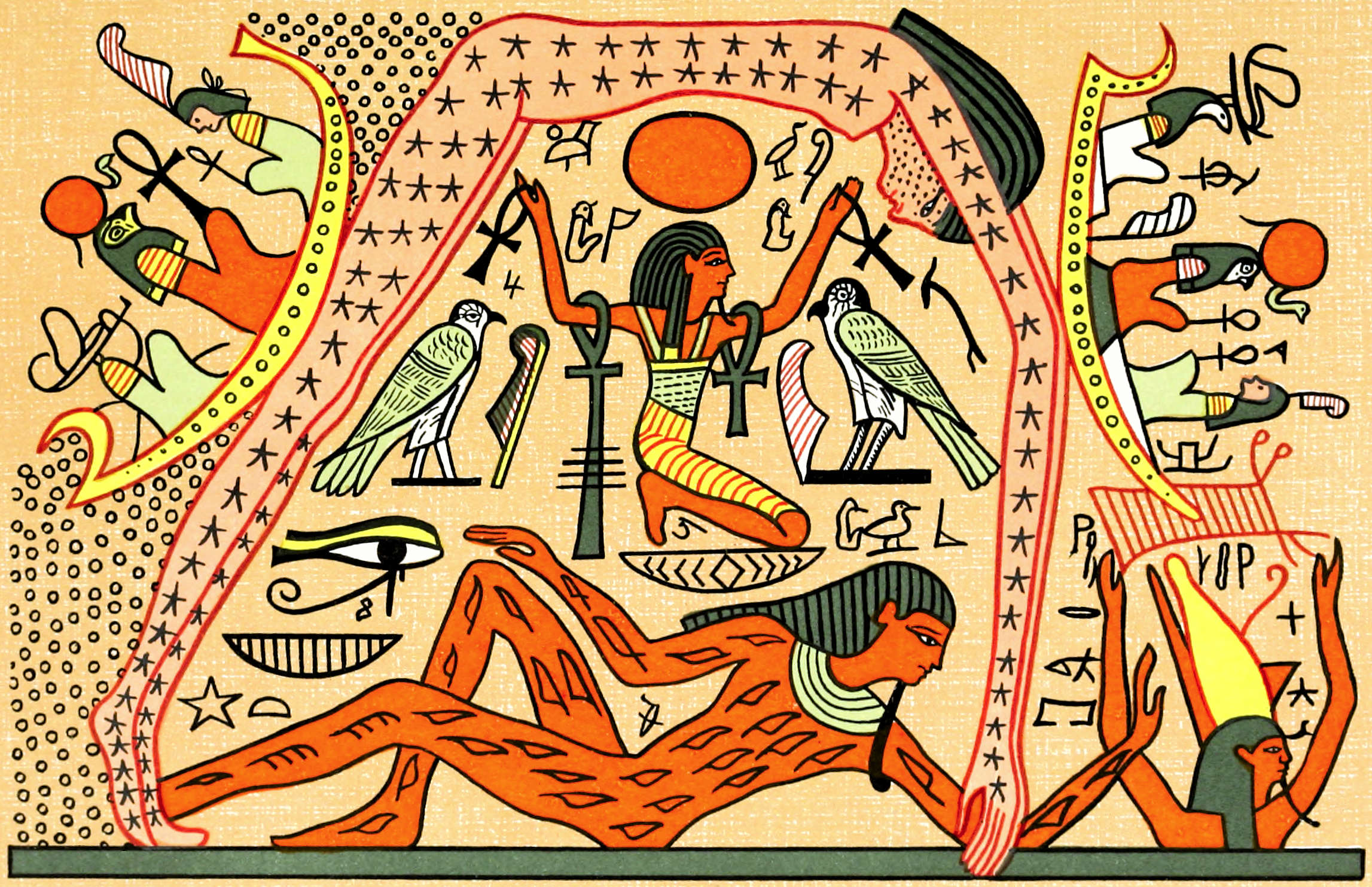
La déesse Nout, soutenue par le dieu de l'air Shou ; le dieu de la terre Geb est en dessous d'eux.

Il existe neuf exemplaires différents du livre à différentes dates. Trois exemplaires se trouvent sur les monuments, et six autres se trouvent dans les papyrus du IIe siècle ap. J.-C. provenant de la bibliothèque du temple dans l'ancienne Tebtynis, une ville dans le sud de l'oasis du Fayoum. Il s'agit notamment de textes à la fois écrits en hiératiques et démotiques ; certaines parties sont également écrites en hiéroglyphes. 
Trois textes du Livre de Nout sont conservés sur les monuments : le tombeau de Ramsès IV, le cénotaphe de Séthi Ier à l'Osireion à Abydos, et le tombeau de la noble Moutirdais (TT410) de la XXVIe dynastie. Ces copies monumentales sont écrites en hiéroglyphes. 
Le matériel textuel de Tebtynis est actuellement dispersé dans le monde entier en raison de son histoire complexe de fouilles et d'acquisition. Il y a plusieurs milliers de fragments de papyrus inédits détenus par divers musées qui sont évalués par des universitaires. 
Les meilleurs manuscrits sont les papyrus démotiques de Carlsberg 1 et 1a ; ils ont été écrits par le même scribe. D'autres manuscrits sont pour la plupart fragmentaires. 
Il existe de subtiles différences entre toutes ces copies, indiquant que la tradition textuelle du Livre de Nout était encore très vivante, même au IIe siècle de notre ère.

## Histoire de son étude

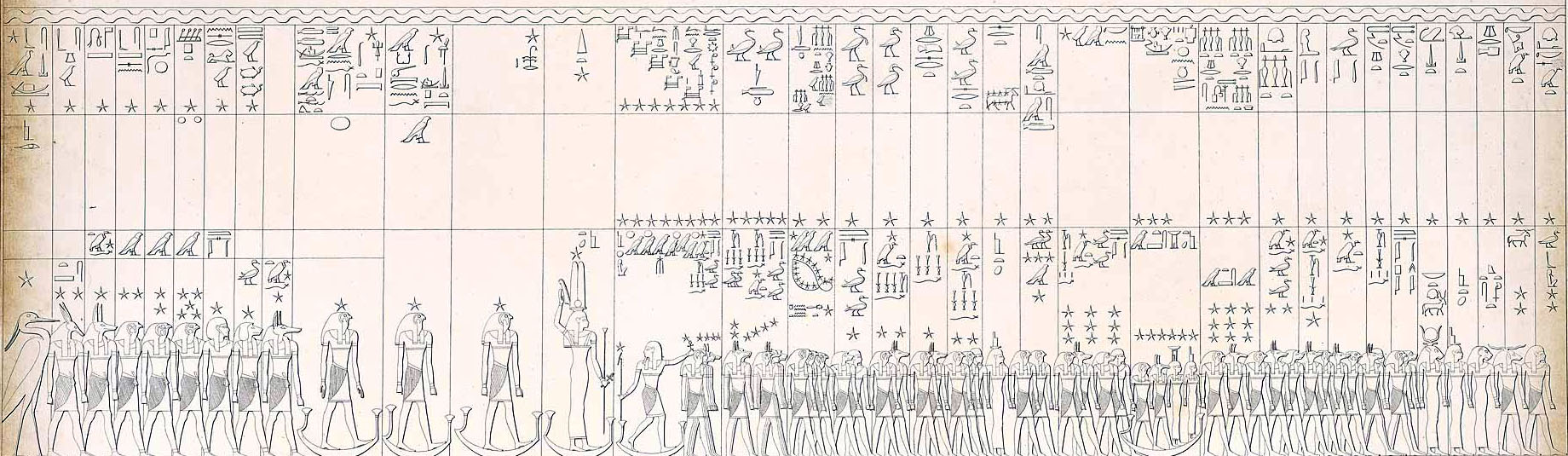
L'inscription de Séthi Ier avec 36 décans dépeint

Les premiers égyptologues ont accordé beaucoup d'attention aux parties astronomiques du Livre de Nout. Le matériel de la tombe de Ramsès IV, qui comprenait la peinture astronomique de Nout et la liste des décans, fut d'abord disponible pour la recherche moderne. Le texte a d'abord été utilisé par Jean-François Champollion et Ippolito Rosellini, plus tard copié par Heinrich Brugsch. Une nouvelle édition a été publiée en 1990 par Erik Hornung.  
En 1933, le cénotaphe de Séthi Ier à l'Osireion à Abydos a été découvert. C'était important car cette version représente le texte le plus ancien. La traduction par Adriaan de Buck des sections cryptographiques du Livre de Nout a considérablement fait avancer les études.  
En 1977, Jan Assmann a publié un autre texte pertinent de la tombe de la noble Mutirdis, datant de la XXVIe dynastie.

## Dates de composition
Très probablement, le texte a évolué sur une longue période de temps avant l'époque de Séthi Ier. Les données astronomiques incluses dans la liste des décans sous le corps de Nout indiquent la XIIe dynastie, à l'époque de Sésostris III.  
Il existe deux listes de décans différentes qui ne peuvent pas être rapprochées, donc l'une d'entre elles doit être secondaire. Selon von Lieven, les données du Moyen Empire sont secondaires et elle suggère que la liste précédente remonte à l'Ancien Empire.

## Voir également
- Calendrier égyptien